# Myron Wilkins
Myron A. Wilkins (26 marzo 1955 – 18 dicembre 2005) è stato un cestista statunitense.

## Carriera
Venne convocato in Nazionale per i Mondiali del 1974 ai tempi della sua militanza al Northeastern Oklahoma A&M Junior College; vinse la medaglia di bronzo, disputando 9 partite. Ha poi militato nei Ragin' Cajuns della University of Louisiana at Lafayette.